# Freyeria yunnanensis
Freyeria yunnanensis is een vlinder uit de familie van de Lycaenidae. De wetenschappelijke naam van de soort is voor het eerst voorgesteld als Chilades yunnanensis door H. T. G. Watkins in een publicatie uit 1927.
De soort komt voor in China (Yunnan).
1. ↑  Beccaloni, G.W., Scoble, M.J., Robinson, G.S. & Pitkin, B. (Editors). (2003). The Global Lepidoptera Names Index (LepIndex). (Geraadpleegd maart 2013).